# Sorg (Obertrubach)

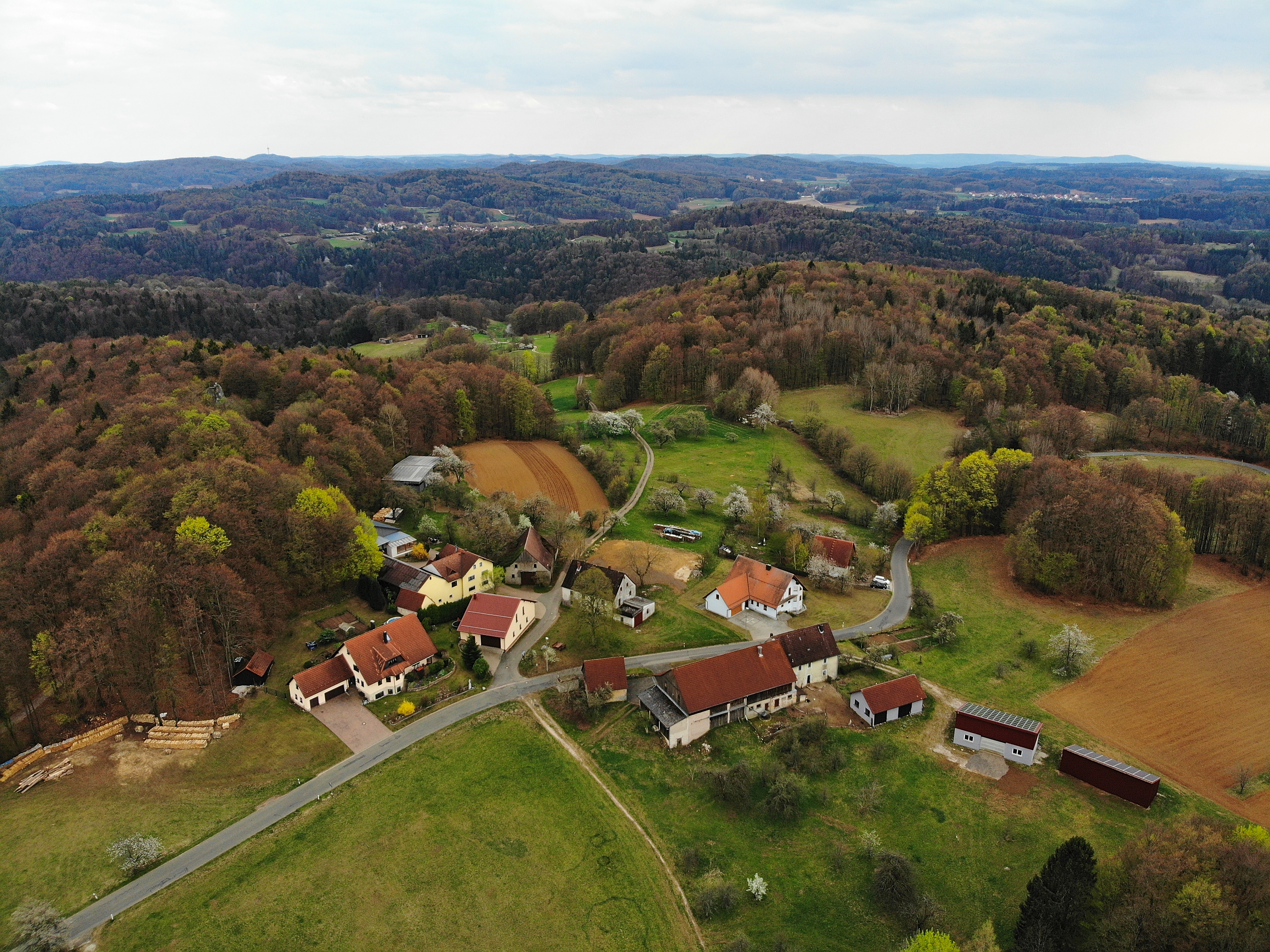
Luftaufnahme von Sorg

Sorg ([zɔʁk] ) ist ein Gemeindeteil der Gemeinde Obertrubach im Landkreis Forchheim (Oberfranken, Bayern).

## Geografie
Der Weiler liegt im südlichen Randbereich der Wiesentalb etwas weniger als vier Kilometer westlich von Obertrubach auf einer Höhe von 554 m ü. NHN.

## Geschichte
Bis zum Ende des 18. Jahrhunderts unterstand Sorg der Landeshoheit des Hochstifts Bamberg. Die Dorf- und Gemeindeherrschaft übte dessen Vogteiamt Wolfsberg aus. Als das Hochstift Bamberg infolge des Reichsdeputationshauptschlusses 1802/03 säkularisiert und unter Bruch der Reichsverfassung vom Kurfürstentum Pfalz-Baiern annektiert wurde, wurde Sorg Bestandteil der während der „napoleonischen Flurbereinigung“ in Besitz genommenen neubayerischen Gebiete.
Durch die Verwaltungsreformen zu Beginn des 19. Jahrhunderts im Königreich Bayern wurde Sorg mit dem Zweiten Gemeindeedikt 1818 Bestandteil der Ruralgemeinde Wolfsberg. Mit der Gebietsreform in Bayern wurde Sorg am 1. Januar 1972 in Obertrubach eingemeindet.

## Verkehr
Die Anbindung an das öffentliche Straßennetz wird durch eine Gemeindeverbindungsstraße hergestellt, die im südwestlich gelegenem Nachbarort Dörfles von der Kreisstraße FO 23 abzweigt und in nordöstlicher Richtung zur Staatsstraße 2191 weiterführt.